# Libero Marchini
Libero Turiddo Marchini (31. říjen 1913 Castelnuovo Magra, Italské království – 1. listopad 2003 Terst, Itálie) byl italský fotbalový záložník.
Za reprezentaci odehrál pět utkání, z toho čtyři na OH 1936, kde získal zlatou medaili.

## Hráčské úspěchy

### Reprezentační
- 1× na OH (1936 – zlato)